# Jan Franciszek Kurdwanowski
Jan Franciszek Kurdwanowski z Kurdwanowa herbu Półkozic (ur. 10 grudnia 1645 w Zawichoście, zm. 5 stycznia 1730) – polski duchowny rzymskokatolicki, jezuita, kanonik krakowski i warmiński, spowiednik, kanclerz i sekretarz królowej Polski Marii Kazimiery d’Arquien, biskup pomocniczy warmiński.

## Życiorys
Syn Pawła Kurdwanowskiego, kasztelana zawichojskiego i Anny Marty z domu Branickiej, podkomorzanki krakowskiej. Nauki pobierał w Kolegium Nowodworskim w Krakowie. W 1661 wstąpił do Towarzystwa Jezusowego. W latach 1662–1663 studiował retorykę i filozofię w Polsce. Ok. 1669 został dziedzicem Klwowa, Klwowskiej Woli i Brzesek. W latach 1669–1673 studiował teologię w Rzymie.
W latach 1675–1677 był profesorem filozofii w kolegium jezuickim w Lublinie. W 1678 za zgodą władz kościelnych opuścił zakon jezuitów i został kapłanem diecezjalnym. Pracował na dworze króla Jana III Sobieskiego. Był spowiednikiem, kanclerzem i sekretarzem królowej Polski Marii Kazimiery d’Arquien oraz proboszczem parafii św. Wawrzyńca w Żółkwi. W 1680 został kanonikiem krakowskim, a w 1699 warmińskim. W 1683 wygłosił kazania w katedrze wawelskiej dla króla i jego dowódców wyruszających pod Wiedeń. W 1698 towarzyszył królowej w podróży do Rzymu.
22 maja 1713 papież Klemens XI prekonizował go biskupem pomocniczym warmińskim oraz biskupem in partibus infidelium marokańskim. 17 grudnia 1713 w Dobrym Mieście przyjął sakrę biskupią z rąk biskupa warmińskiego Teodora Andrzeja Potockiego. Współkonsekratorami byli biskup pomocniczy łucki Adam Franciszek Ksawery Rostkowski oraz biskup pomocniczy płocki Paweł Antoni Załuski.
W 1702 od Augusta II Mocnego otrzymał nominację na proboszcza kapituły warmińskiej (zrezygnował z niej w 1711 i powtórnie ją otrzymał w 1715). Przyczynił się do kanonizacji Stanisława Kostki.
Był znanym kaznodzieją. Jego kazania zostały wydane drukiem w 1724.

## Publikacje
- Kazania Niektore [...] Xiędza Jana Franciszka Z Kurdwanowa Kurdwanowskiego Biskupa Marocco, Suffragana, Proboszcza y Kanonika Warmińskiego, Kanonika Krakowskiego, Na rożnych mieyscach w rożnych okazyach Miane [...] 1724[5]